# Eurycotis vittifrons
Eurycotis vittifrons är en kackerlacksart som beskrevs av Henri Saussure och Leo Zehntner 1893. Eurycotis vittifrons ingår i släktet Eurycotis och familjen storkackerlackor.
Artens utbredningsområde är Guatemala. Inga underarter finns listade i Catalogue of Life.